# Parageron griseus
Parageron griseus är en tvåvingeart som beskrevs av Paramonov 1947. Parageron griseus ingår i släktet Parageron och familjen svävflugor. Inga underarter finns listade i Catalogue of Life.